# NGC 7774
NGC 7774 é uma galáxia elíptica (E) localizada na direcção da constelação de Pegasus. Possui uma declinação de +11° 28' 13" e uma ascensão recta de 23 horas, 52 minutos e 10,6 segundos.
A galáxia NGC 7774 foi descoberta em 9 de Agosto de 1886 por Lewis A. Swift.